# Qiannan
Qiannan (chiń. 黔南布依族苗族自治州; pinyin: Qiánnán Bùyīzú Miáozú Zìzhìzhōu) – prefektura autonomiczna mniejszości etnicznej Buyei i Miao w Chinach, w prowincji Kuejczou. Siedzibą prefektury jest Duyun. W 1999 roku liczyła 3 601 278 mieszkańców.